# Еланский, Андрей Анатольевич
Андрей Анатольевич Еланский (25 сентября 1968, Усть-Чёрная, Гайнский район, Пермский край, РСФСР, СССР) — российский военнослужащий, рядовой, механик-водитель вездехода МТ-ЛБ, участник российского вторжения на Украину, Герой Российской Федерации (2024).

## Биография
Родился 25 сентября 1968 года в посёлке Усть-Чёрная Гайнского района Пермского края.
Работал вахтовым методом на севере. В 2023 году принял участие в качестве добровольца-наёмника в российском нападении на Украину, в ЧВК «Вагнер». Службу проходил в должности механика-водителя в группе эвакуации. По утверждению российских СМИ, пользовался ДДТ, М120, М130 и МТ-ЛБ на танкетке. 15 января 2024 года под селом Червона Диброва эвакуировал тяжелораненых военных 7 и 9 мотострелковых рот с поля боя.

## Звания и награды
- Герой Российской Федерации (2024)[7]